# Александър Василевски (посланик)
Вижте пояснителната страница за други личности с името Александър Василевски.
Александър Василевски (на македонска литературна норма: Александар Василевски) е дипломат от кариерата от Северна Македония, бивш посланик в България.

## Биография
Василевски е роден на 5 декември 1951 година. Завършва Дипломатическото училище в Белград в 1977 година. Работи като пълномощен министър в Париж за периода 1995 - 1999 година. От 2002 до 2004 година е пълномощен министър, временно управляващ посолството в Москва, Русия.
Василевски е посланик в Сърбия, но през 2008 година е обявен за персона нон грата, след като Република Македония (след Черна гора) признава независимостта на Косово. След това Василевски през юли 2009 г. става петия посланик на Република Македония в България. Той е посланик в Черна гора от юли 2010 г.